# Nepil
Nepil (del ruso: Непиль) es un jútor del raión de Krymsk del krai de Krasnodar, en Rusia. Está situado a orillas del río Nepil, tributario del Adagum, afluente por la izquierda del río Kubán, en las inmediaciones de su delta, 24 km al noroeste de Krymsk y 98 km al oeste de Krasnodar. Tenía 677 habitantes en 2010
Pertenece al municipio Adagúmskoye.

## Economía
En la localidad se halla una hacienda hortícula y frutícola donde se cultivan ciruelas, melocotones, etc. Se trata del antiguo sovjós Kubanski sad.